# Eleccions legislatives daneses de 1943
Les eleccions legislatives daneses de 1943 se celebraren el 23 de març de 1943 (el 3 de maig a les illes Fèroe), mentre el país era ocupat pels nazis, i malgrat tot es va desenvolupar pacíficament com a mostra de protesta contra els ocupants.
| Partit                      | Líder        | Vots           | %              | Escons         | +/-            |                |
| --------------------------- | ------------ | -------------- | -------------- | -------------- | -------------- | -------------- |
| Socialdemokratiet           |              | 894,632        | 44,5%          | 66             | +2             |                |
| Det Konservative Folkeparti |              | 421,523        | 21,0%          | 31             | +5             |                |
| Venstre                     |              | 376,850        | 18,7%          | 28             | -2             |                |
| Det Radikale Venstre        |              | 175,179        | 8,7%           | 13             | -1             |                |
| Dansk Samling               |              | 43,367         | 2,2%           | 3              | +3             |                |
| DNSAP                       |              | 43,309         | 2,1%           | 3              | +0             |                |
| Danmarks Retsforbund (E)    |              | 31,323         | 1,6%           | 2              | -1             |                |
| Det Frie Folkeparti         |              | 24,572         | 1,2%           | 2              | -2             |                |
| Altres                      |              | 28             | 0,0%           | 0              | +0             |                |
| Fólkaflokkurin              |              | 3.451          |                | 1              | +1             |                |
| Sambandsflokkurin           |              | 2.310          |                | 0              | -1             |                |
| Javnaðarflokkurin           |              | 1.386          |                | 0              | +0             |                |
| Total                       | Total        |                |                | 149            |                |                |
| Participació                | Participació | 89,5%          | 89,5%          | 89,5%          | 89,5%          | 89,5%          |
| Font                        | Font         | Folketinget.dk | Folketinget.dk | Folketinget.dk | Folketinget.dk | Folketinget.dk |